# Vlakte van Zwijndrecht
De Vlakte van Zwijndrecht is een natuurgebied in het noorden van de Antwerpse plaats Zwijndrecht.
Het betreft een opgespoten terrein van 100 ha, gelegen in het Antwerps havengebied.
In 2001 werd het aangewezen als tijdelijk natuurcompensatiegebied voor de bouw van het Deurganckdok. Het ligt nabij het Groot Rietveld en het Fort Sint-Marie maar wordt deels ook omringd door auto- en spoorwegen en chemische industrie.
In 2003 werd het gebied afgesloten waardoor begrazing met Konikpaarden mogelijk werd.
Het gebied is bestemd als broedgebied voor strand- en koloniebroeders zoals visdief, kleine plevier en kluut. Ook de rugstreeppad is in dit gebied te vinden.